# Aït Ayach
Ait Ayach (franska: Ait Ayach (CR), Ait Ayach (Commune Rurale), arabiska: أكوديم) är en kommun i Marocko.   Den ligger i provinsen Midelt och regionen Drâa-Tafilalet, 230 km sydost om huvudstaden Rabat. Antalet invånare är 11 254.